# Brachycerasphora monocerotum
Brachycerasphora monocerotum là một loài nhện trong họ Linyphiidae.
Loài này thuộc chi Brachycerasphora. Brachycerasphora monocerotum được J. Denis miêu tả năm 1962.